# Roquefort-les-Cascades
Roquefort-les-Cascades – miejscowość i gmina we Francji, w regionie Oksytania, w departamencie Ariège.
Według danych na rok 2010 gminę zamieszkiwało 101 osób, a gęstość zaludnienia wynosiła 14 osób/km².